# St. Jakobus der Ältere (Machtilshausen)

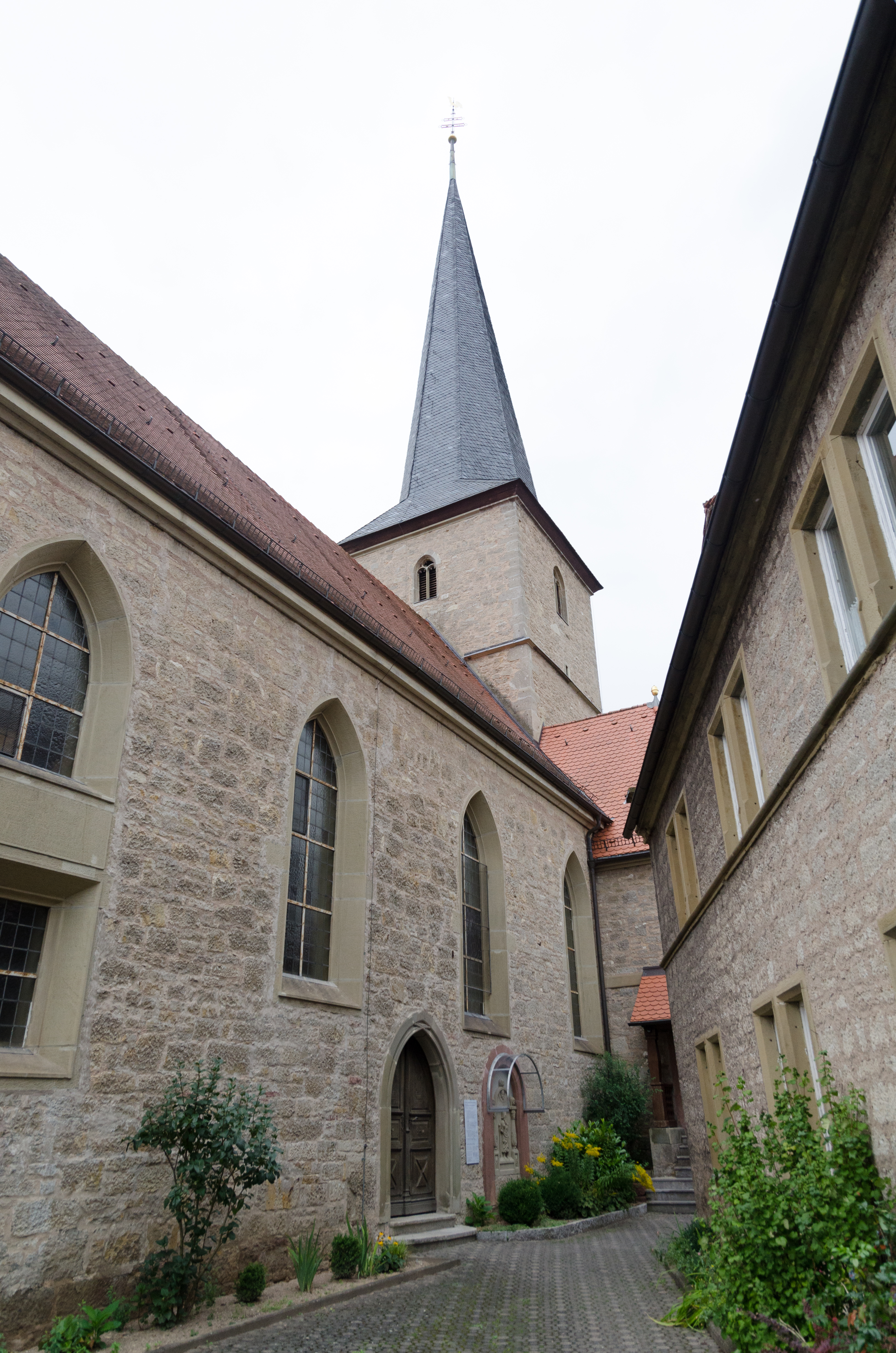
Die Kirche St. Jakobus der Ältere Kirche in Machtilshausen

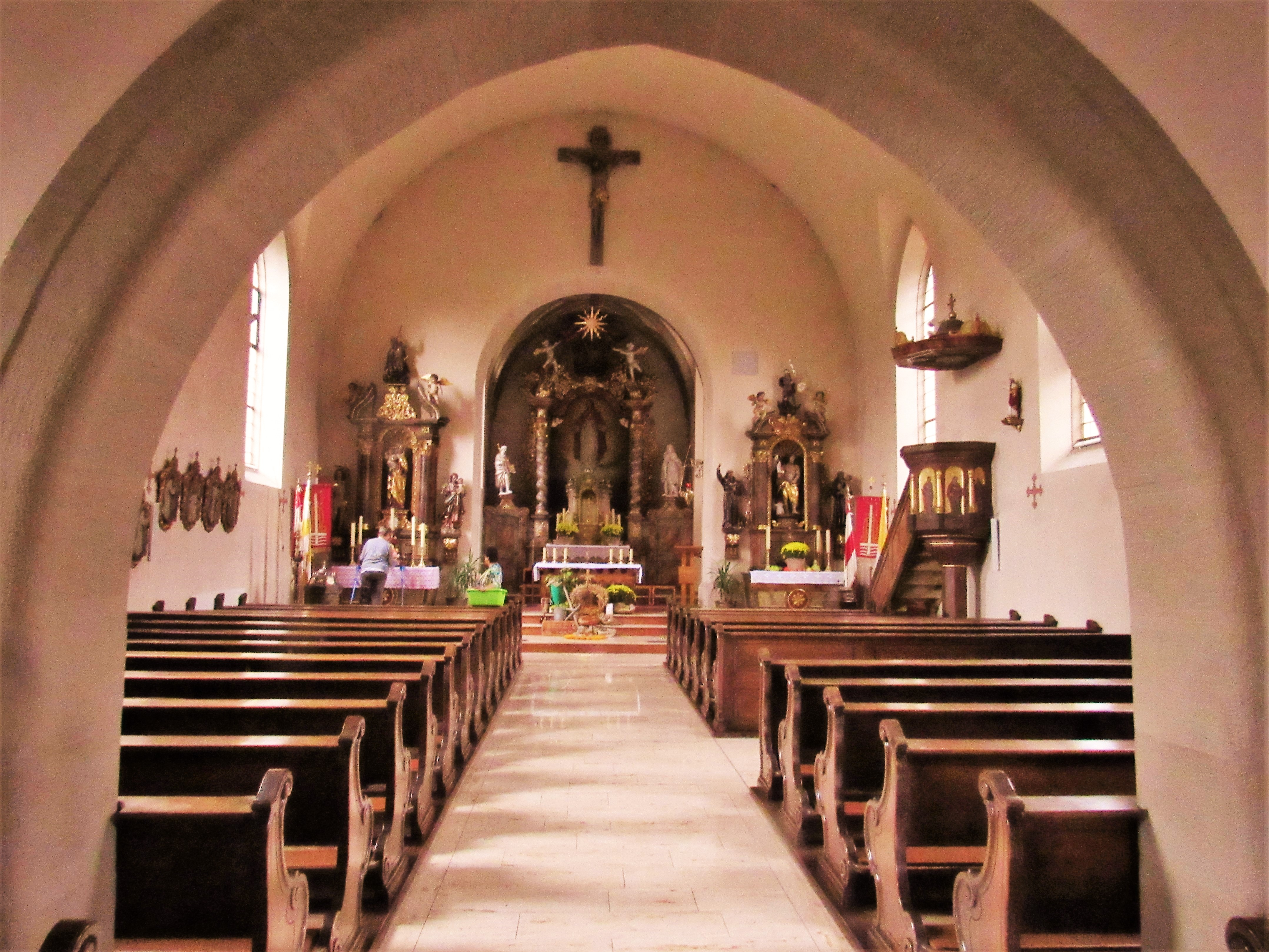
Innenraum der Kirche

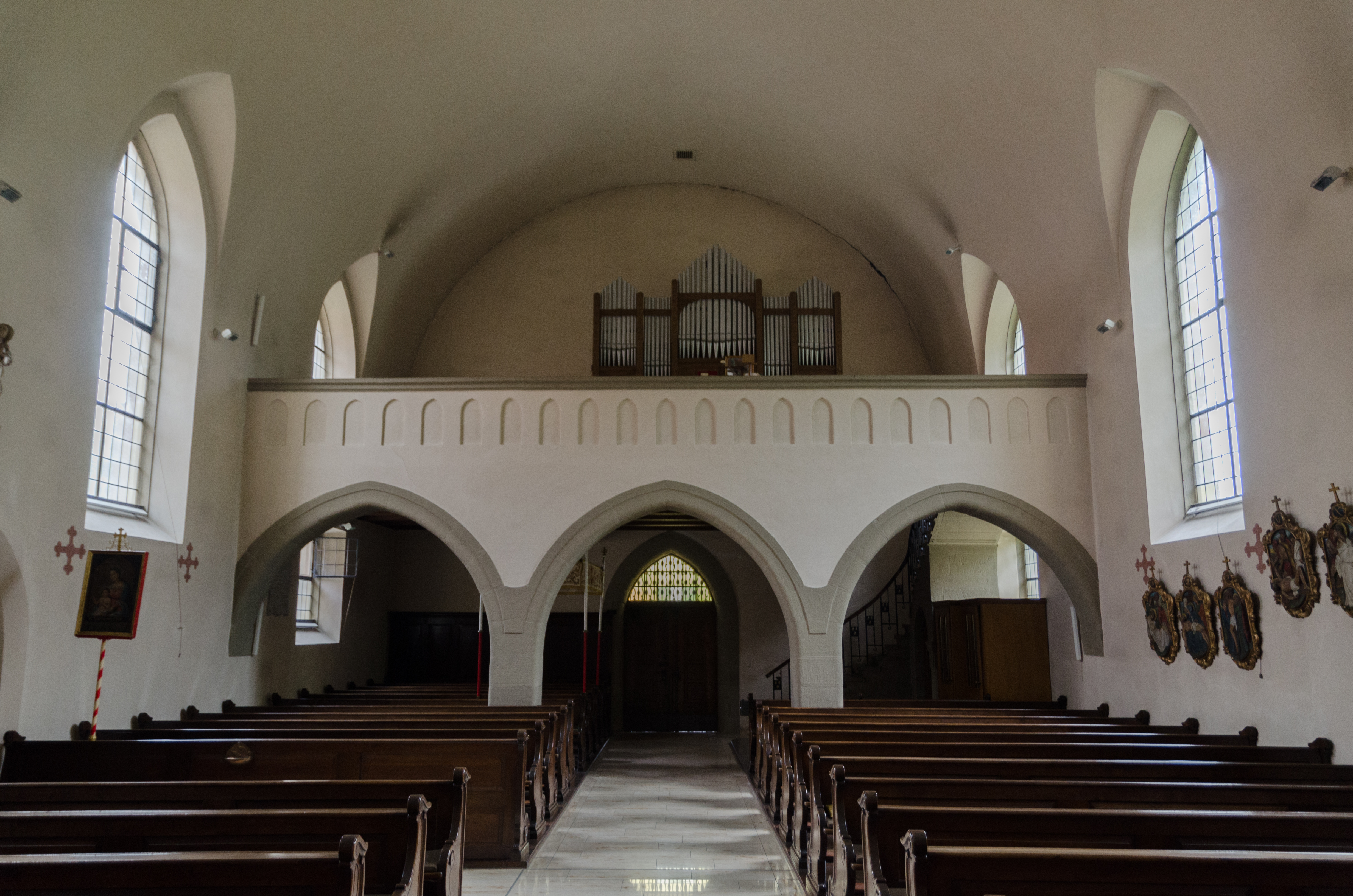
Blick zur Empore mit der Link-Orgel von 1910

Die römisch-katholische Kirche St. Jakobus der Ältere ist die Dorfkirche von Machtilshausen, einem Ortsteil des in Unterfranken gelegenen Marktes Elfershausen, und ist dem hl. Jakobus dem Älteren geweiht. Die Kirche gehört zu den Baudenkmälern von Elfershausen und ist unter der Nummer D-6-72-121-40 in der Bayerischen Denkmalliste registriert.

## Geschichte
Machtilshausen war bis zum Jahr 1863 eine Filiale der Pfarrei Langendorf und musste sich auch an den Baukosten der dortigen Kirche beteiligen. 
Die Stiftung eines eigenen Frühmessbenefiziums durch den Amtmann Conrad von Steinau auf der Trimburg und seinen Bruder Heinrich im Jahr 1427 lässt vermuten, dass es bereits zu dieser Zeit eine Kapelle im Ort gab.
Im Jahr 1502 wurde unter Fürstbischof Lorenz von Bibra die erste steinerne Kirche errichtet, deren Chor und Kirchturm Bestandteile der heutigen St.-Jakobus-Kirche sind. Schon im Jahr 1441 wurde die heute noch vorhandene zweitgrößte Glocke gegossen. Um die Kirche herum entstand ein Friedhof, der im Jahr 1840 zur Machtilshausener Heilig-Kreuz-Kapelle verlegt wurde.
Im Jahr 1909 fand eine Renovierung der Kirche statt. Durch diese Renovierung verlor die Heilig-Kreuz-Kapelle zugunsten der St.-Jakobus-Kirche an Bedeutung. Das heutige Langhaus der St.-Jakobus-Kirche entstand um 1920/30.

## Beschreibung und Ausstattung
Das Langhaus besitzt vier Fensterachsen. Die Fenster sind spitzbogig. Der östliche Chor im Untergeschoss des Kirchturms hat ein Netzgewölbe. Der Kirchturm ist wie ein Julius-Echter-Turm gestaltet, wenn es sich auch um einen Wiederaufbau der jüngeren Zeit handelt.
Der Hochaltar mit zentraler Darstellung der Muttergottes weist zwei gedrehte Säulen und seitliche Durchgänge auf. Die Seitenaltäre mit zentralen Figuren der Muttergottes und eines männlichen Heiligen haben dagegen runde Säulen. An der Kanzel befinden sich Bilder der vier Evangelisten. Diese Einrichtungsgegenstände sind nicht genau zu datieren. Der von Prof. Spiegel geschaffene Kreuzweg und das Kreuz vor dem Chorraum entstanden 1922.

## Orgel
Im Jahr 1910 erhielt die St.-Jakobus-Kirche als op. 518 eine Orgel der Firma Gebrüder Link aus Giengen an der Brenz mit 14 Registern auf zwei Manualen und Pedal zuzüglich einer Transmission. Das unverändert erhaltene Instrument mit an den Jugendstil angelehntem Freipfeifenprospekt verfügt über pneumatische Kegelladen. Seine Disposition lautet:
| I Hauptwerk C–f3 |             |       |
| 1.               | Principal   | 8′    |
| 2.               | Hohlflöte   | 8′    |
| 3.               | Gamba       | 8′    |
| 4.               | Salicional0 | 8′    |
| 5.               | Octav       | 4′    |
| 6.               | Dolce       | 4′    |
| 7.               | Mixtur III  | 2 ⁄3′ |

| II Positiv C–f3 |                   |    |
| 8.              | Geigenprincipal   | 8′ |
| 9.              | Flöte harmonique0 | 8′ |
| 10.             | Äoline            | 8′ |
| 11.             | Lieblich Gedackt  | 8′ |
| 12.             | Fugara            | 4′ |

| Pedal C–d1 |                                           |     |
| 13.        | Subbaß                                    | 16′ |
|            | Lieblich Gedackt (= Oktavtransm. Nr. 11)0 | 16′ |
| 14.        | Violon                                    | 8′  |

- Koppeln: Normalkoppeln II/I, I/P, II/P

## Glocken
Im Jahr 1925 wurde das Geläut der St.-Jakobus-Kirche neu zusammengestellt. Im Rahmen des Zweiten Weltkriegs wurden zwei der drei Glocken abgegeben, eine davon auch eingeschmolzen. An Mariä Himmelfahrt 1944 fielen die dritte Glocke und die Turmuhr einem Großbrand in der Gemeinde Machtilshausen zum Opfer, als das Feuer auf den Kirchturm übergriff. Der Kirchturm wurde im Jahr 1948 wieder aufgebaut und in den Jahren 1950 sowie 1953 durch jeweils eine Kirchenglocke ergänzt. Gießer waren Grüninger und Söhne aus Villingen bzw. Neu-Ulm und Karl Czudnochowsky aus Erding. Später kam eine der eingezogenen Glocken zurück, die älteste aus dem Jahr 1441. Die größte Glocke dagegen ist die neueste.
Das Geläut besteht heute aus drei Glocken:
| Nr. | Name              | Schlagton | Gewicht | Durchm. | Höhe  | Inschrift |
| --- | ----------------- | --------- | ------- | ------- | ----- | --- |
| 1   | Schutzengelglocke | g1        | 600 kg  | k. A.   | k. A. | Oh Engel rein oh Schützer mein du Führer meiner Seele, lass mich dir anbefohlen sein, dass ich vor Gott nicht fehle. |
| 2   | Zweite Glocke     | h1        | 450 kg  | 86 cm   | 95 cm | SOLI . DEO. HONNOR. MARIA. ANNO DOMINO M. CCCC. XXXX I.                                                              |
| 3   | Barbaraglocke     | d2        | 250 kg  | k. A.   | k. A. | 1444 vernichtet durch Brand 1950 im heiligen Jahr ich neu erstand und rufe Gnad und Segen ins fränkische Land.       |